# Lotus Eclat

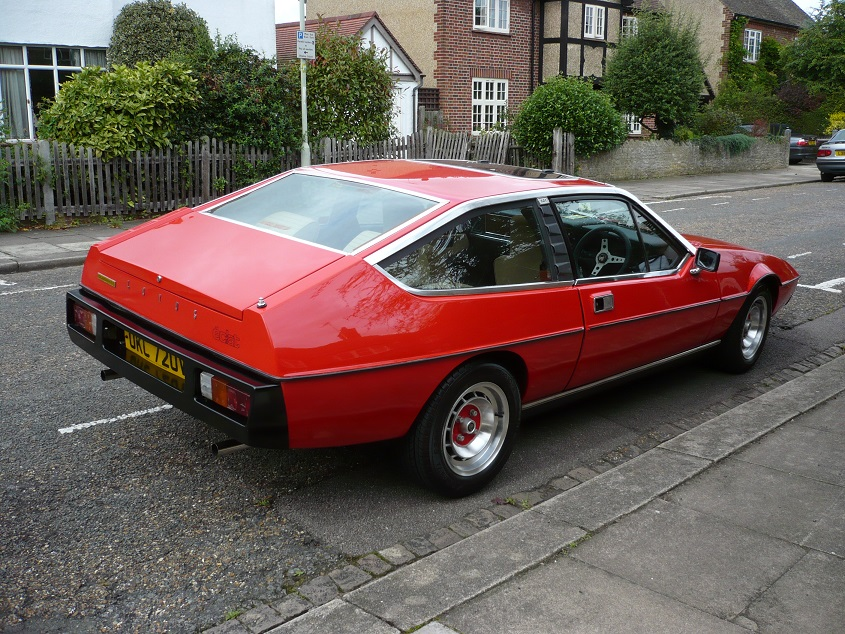
Lotus Éclat od tyłu

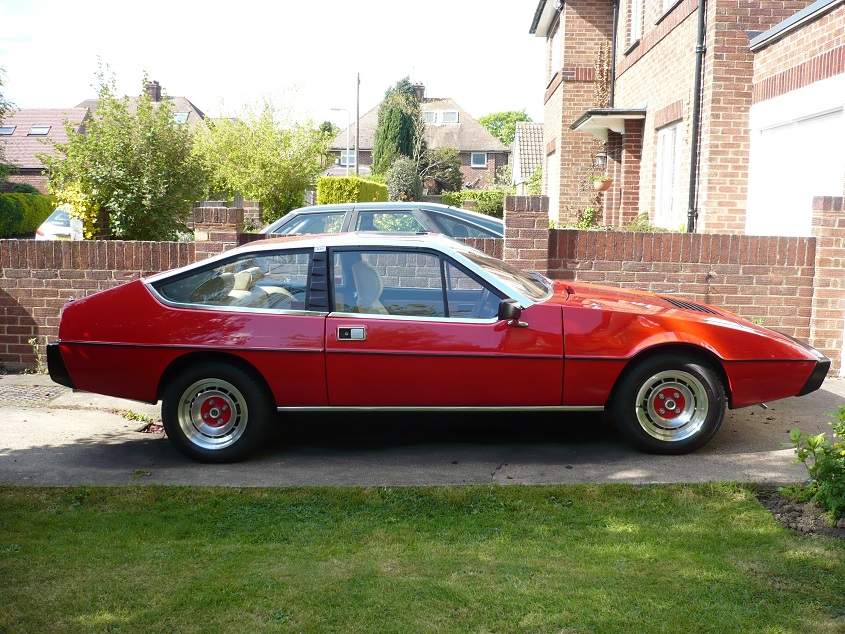
Lotus Éclat z boku

Lotus Éclat – sportowy samochód osobowy produkowany przez brytyjską firmę Lotus w latach 1974-1982. Dostępny jako 2-drzwiowe coupé. Do jego napędu używano silników R4 o pojemności 2,0 bądź 2,2 litra. Moc przenoszona była na oś tylną poprzez 5-biegową manualną skrzynię biegów. Został zastąpiony przez model Excel.

## Dane techniczne (Eclat 520 )

### Silnik
- R4 2,0 l (1973 cm³), 4 zawory na cylinder, DOHC
- Układ zasilania: dwa gaźniki DO
- Średnica × skok tłoka: 95,20 mm × 69,30 mm
- Stopień sprężania: 9,5:1
- Moc maksymalna: 162 KM (119,3 kW) przy 6200 obr./min
- Maksymalny moment obrotowy: 190 N•m przy 4900 obr./min

## Dane techniczne (Eclat Series 2.2)

### Silnik
- R4 2,2 l (2174 cm³), 4 zawory na cylinder, DOHC
- Układ zasilania: dwa gaźniki De 45 DHLA
- Średnica × skok tłoka: 95,30 mm × 76,20 mm
- Stopień sprężania: 9,4:1
- Moc maksymalna: 162 KM (119,3 kW) przy 6500 obr./min
- Maksymalny moment obrotowy: 217 N•m przy 5000 obr./min

### Osiągi
- Przyspieszenie 0-100 km/h: 8,3 s
- Prędkość maksymalna: 212 km/h